# Diocesi di Cartenna
La diocesi di Cartenna (in latino Dioecesis Cartennitana) è una sede soppressa e sede titolare della Chiesa cattolica.

## Storia
Cartenna, corrispondente alla città di Ténès (provincia di Chlef) nell'odierna Algeria, è un'antica sede episcopale della provincia romana della Mauritania Cesariense.
Diversi sono i vescovi conosciuti di questa diocesi africana. Il primo è il donatista Rogato, che diede origine alla corrente che da lui prese il nome di rogatismo; di lui parla Agostino d'Ippona. Rogato si separò dalla Chiesa donatista dopo il regno dell'imperatore Giuliano (361-363) e fu durante la rivolta di Firmio, principe moro, contro i romani (circa 371-372) che si intensificò la repressione del movimento rogatista. Rogato ebbe come successore Vincenzo, cui Agostino indirizzò una lettera, datata al 407/408, e che sperava di veder ritornare nella Chiesa cattolica. Vincenzo morì prima di dicembre 419.
Alla sede di Cartenna, Mesnage assegna il vescovo Peregrino, menzionato in due lettere che Agostino scrisse a Alipio di Tagaste; nella sua prosopografia, Mandouze ritiene che si tratti piuttosto di un vescovo di Tene.
Apparteneva certamente alla sede di Cartenna il vescovo Rustico il quale, assieme a Deuterio di Cesarea, Alipio di Tagaste, Possidio di Calama e Palladio di Tigava, fu chiamato il 20 settembre 418 a essere testimone del confronto tra Agostino e il donatista Emerito di Cesarea, e di cui il primo ha lasciato una relazione nell'opera Atti del confronto con Emerito vescovo donatista.
Dopo Rustico è noto il vescovo Vittore, di cui parla Gennadio di Marsiglia nel suo De viris illustribus come contemporaneo del re vandalo Genserico (verso il 450) e autore di diverse pubblicazioni e omelie. Alcuni autori hanno voluto identificare questo vescovo con l'omonimo personaggio, che ebbe relazioni con Agostino, che fu un ex rogatista, seguace di Vincenzo, ma che poi si convertì al cattolicesimo e infine fatto vescovo di Cartenna.
Ultimo vescovo conosciuto di questa diocesi africana è Lucido, il cui nome appare al 50º posto nella lista dei vescovi della Mauritania Cesariense convocati a Cartagine dal re vandalo Unerico nel 484; Lucido, come tutti gli altri vescovi cattolici africani, fu condannato all'esilio.
Dal 1927 Cartenna è annoverata tra le sedi vescovili titolari della Chiesa cattolica; dal 30 agosto 1999 il vescovo titolare è Luigi Infanti della Mora, O.S.M., vicario apostolico di Aysén.

## Cronotassi

### Vescovi
- Rogato † (prima del 382 - prima del 408 deceduto) (vescovo rogatista)
- Vincenzo † (prima del 408 - prima di dicembre 419 deceduto) (vescovo rogatista)

- Peregrino ? † (dopo il 414)
- Rustico † (menzionato nel 418)
- Vittore † (menzionato tra il 429 e il 477)
- Lucido † (menzionato nel 484)

### Vescovi titolari
- Bertoldo Bühl, O.F.M. † (3 gennaio 1931 - 26 ottobre 1951 nominato vescovo di Oruro)
- André Jacquemin † (20 dicembre 1951 - 29 ottobre 1954 succeduto vescovo di Bayeux)
- Bruno Wechner † (31 dicembre 1954 - 9 dicembre 1968 nominato vescovo di Feldkirch)
- József Vajda † (10 gennaio 1969 - 8 luglio 1978 deceduto)
- José Luis Serna Alzate, I.M.C. † (15 novembre 1978 - 9 dicembre 1985 nominato vescovo di Florencia)
- Tarcisio Pillolla † (3 maggio 1986 - 3 luglio 1999 nominato vescovo di Iglesias)
- Luigi Infanti della Mora, O.S.M., dal 30 agosto 1999